# Arachnospila consobrina
Arachnospila consobrina (лат.) — вид дорожных ос рода Arachnospila (Pompilidae).

## Описание
Как и другие представители подрода Ammosphex, это средних размеров красно-чёрная дорожная оса. Самцы имеют довольно характерную генитальную пластинку, а самки очень похожи на родственные виды, такие как A. anceps и A. trivialis, но могут быть идентифицированы по относительно более волосатой голове.

## Распространение
Этот вид встречается в северной и центральной Европе, включая южную часть Великобритании, и также в Азии и Африке.

## Биология
A. consobrina — одиночная оса, летает в июле и августе. Единственное наблюдение A. consobrina с добычей — это самка, найденная под камнем в окрестностях Стамбула, несущая погребного паука (Segestria florentina), о которой сообщил австрийский энтомолог Йозеф Фарингер (1876—1950). Гнездовая биология A. consobrina почти полностью неизвестна, но, как и другие виды Arachnospila из подрода Ammosphex, она приспособлена к рытью в рыхлых песчаных почвах.